# Тайи (Кот-д’Ор)
Тайи́ (фр. Tailly) — коммуна во Франции, находится в регионе Бургундия. Департамент коммуны — Кот-д’Ор. Входит в состав кантона Бон-Юг. Округ коммуны — Бон.
Код INSEE коммуны — 21616.

## Население
Население коммуны на 2010 год составляло 191 человек.
| 1962 | 1968 | 1975 | 1982 | 1990 | 1999 | 2010 |
| ---- | ---- | ---- | ---- | ---- | ---- | ---- |
| 122  | 146  | 113  | 147  | 189  | 206  | 191  |

## Экономика
В 2010 году среди 141 человека трудоспособного возраста (15—64 лет) 109 были экономически активными, 32 — неактивными (показатель активности — 77,3 %, в 1999 году было 74,1 %). Из 109 активных жителей работали 96 человек (49 мужчин и 47 женщин), безработных было 13 (7 мужчин и 6 женщин). Среди 32 неактивных 20 человек были учениками или студентами, 6 — пенсионерами, 6 были неактивными по другим причинам.